# Bishop's Stortford
Bishop's Strotford este un oraș în comitatul Hertfordshire, regiunea East, Anglia. Orașul se află în districtul East Hertfordshire a cărui reședință este. 